# Doble
Un doble és un artista encarregat de reemplaçar un actor o actriu que interpreta un personatge de la pel·lícula, per la realització d'una part que inclogui accions potencialment perilloses o que requereixin una habilitat especial. On la integritat física de l'actor o actriu podrien estar en risc. El doble generalment és un atleta, un pilot o un acròbata, especialista de les escenes d'acció.
En alguns casos l'escena d'acció demanda dels actors certes habilitats que no tenen i en aquest cas un especialista és contractat per realitzar l'esmentada escena. En altres casos el mateix actor té les capacitats necessàries per realitzar l'escena d'acció no obstant això ho substitueixen per un doble per evitar el risc d'un accident i així endarrerir tota la filmació. S'acostuma a buscar individus que coincideixin fotogènicament amb l'actor o actriu substituïts, i si això no és possible, aleshores s'emmascara amb un maquillatge adequat o amb un angle de presa que no reveli les diferències.